# 乐兴乡
乐兴乡，是中华人民共和国四川省南充市仪陇县曾经下辖的一个乡。2019年9月，撤销石佛乡和周河镇，将其所属行政区域划归马鞍镇管辖。

## 行政区划
乐兴乡撤销前下辖以下地区：
松花包村、五里碑村、狮子岭村、饶家沟村、三跳石村、梁家牌村、马鞍山村、乐兴场村、柏树墙村和梁家坝村。